# 湖南女子学院
湖南女子学院（英語: Hunan Women's University）は、中国湖南省長沙市雨花区に本部を置く中国の公立大学。1985年創立、1985年大学設置。
2018年10月時点では、学校の面積は577畝、建築面積は20万平方メートル、学生数約9,040余人、教職員651人。

## 略歴

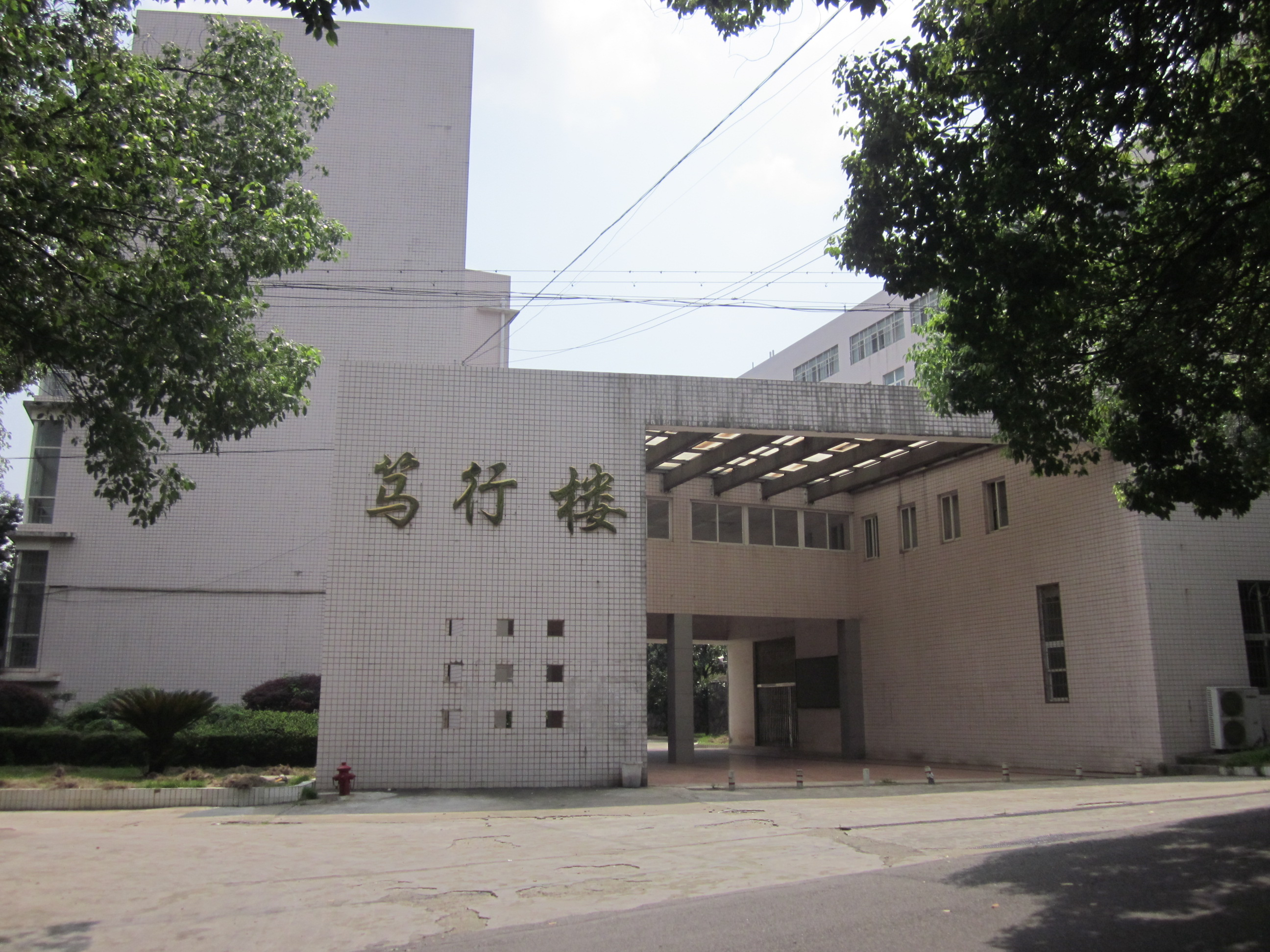
篤行楼。

湖南女子学院の起源は、1985年に湖南省政府が設立した湖南女子職業大学、名譽学長は王光美。2010年、名称を湖南女子学院に変更。2013年、家政学設置。

## 基礎データ
- 所在地
  - 長沙市雨花区

- 校訓
  - 「懿徳睿智、篤行臻美」

## 組織

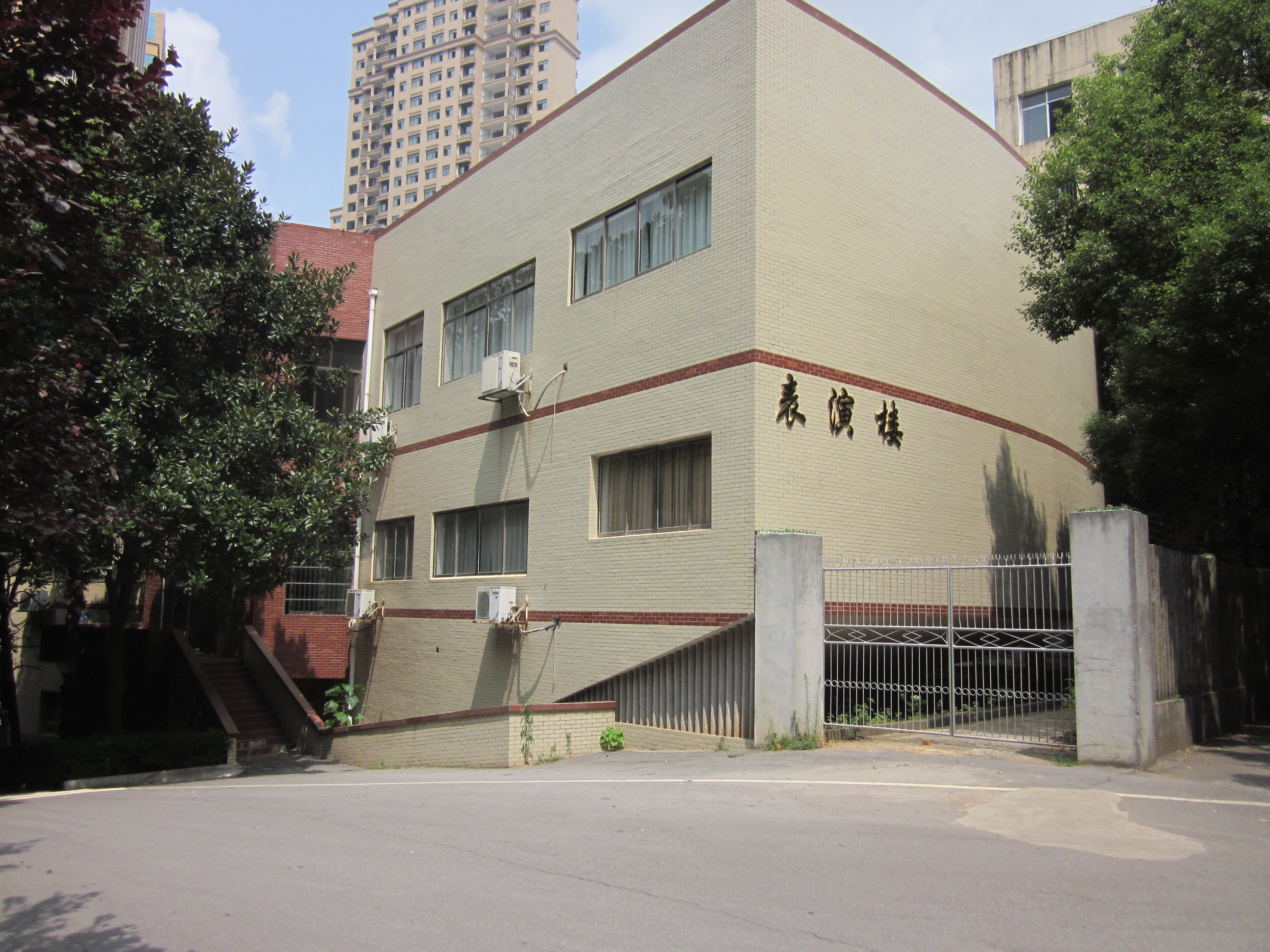
表演楼。

「学院」も「系」も日本の大学の学部にほぼ相当する。「学部」は「学院」と「系」の上の編成で、実体はなく、日本の「学部」とは位置付けが異なっている。妙訳がないのでそのまま記す。
- 経済管理系
- 文学·傳媒系
- 芸術表演系
- 芸術設計系
- 信息技術系
- 会計系
- 旅遊系
- 外語系
- 教育·法学系

## 附属機関

### 附属図書館
湖南女子学院図書館、蔵書数は全館合計で約100余万冊

## 大学の人物一覧

### 教授
- 学長：楊蘭英
- 党委書記：羅婷

## 対外関係

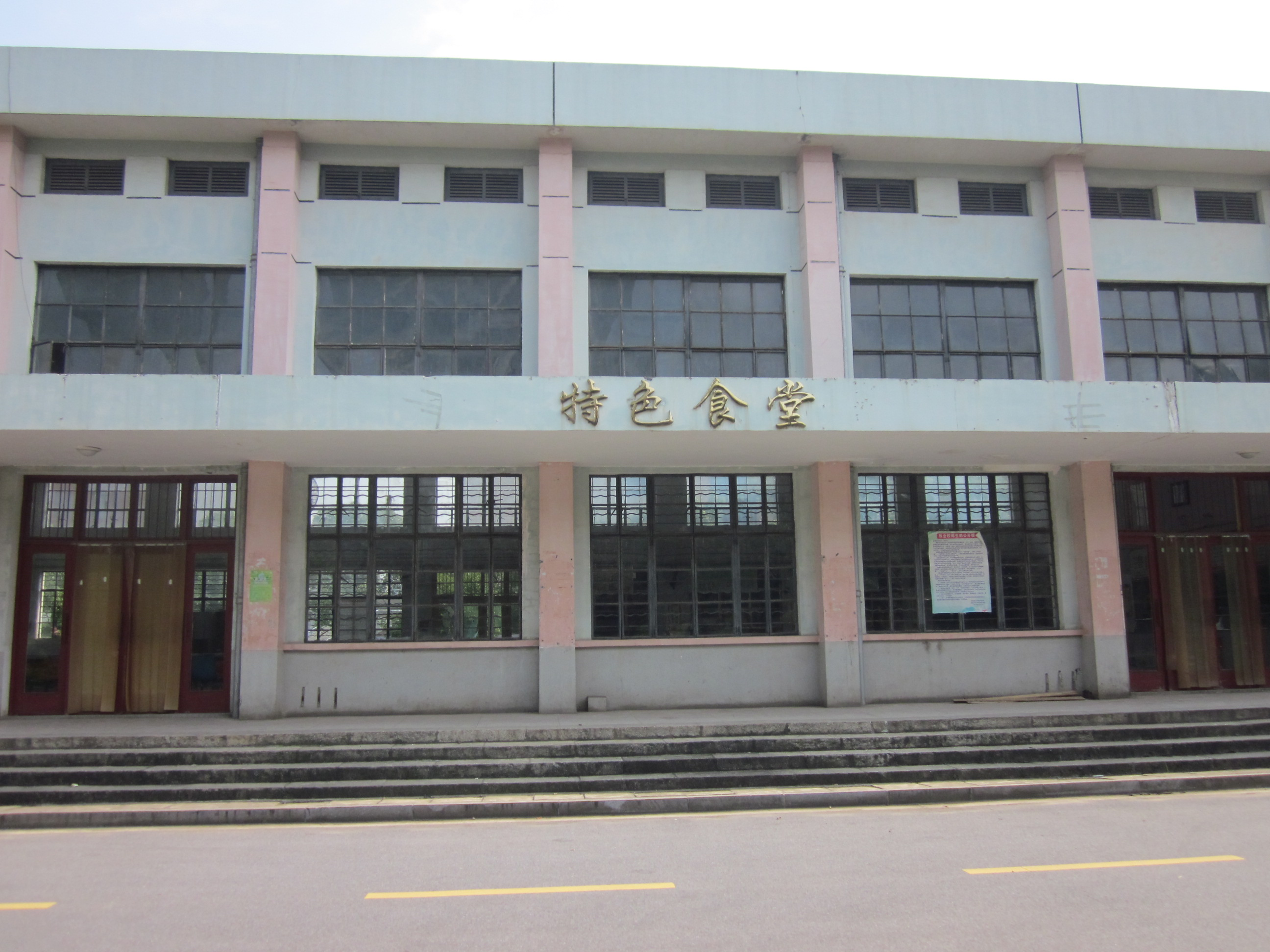
飯堂。

- 日本
  - 聖泉大学
  - 九州女子大学
- 韓国
  - 湖原大学校（ko:호원대학교）
  - 又石大学校（ko:우석대학교）
- アメリカ合衆国
  - en:East Central University
- イギリス
  - en:University of Derby
- カナダ
  - ビクトリア大学 (カナダ)
- ロシア
  - Ivanovo State Textile University
- オーストラリア
  - シドニー大学
- マレーシア
  - en:Sultan Idris University of Education